# Limnocharitaceae
Limnocharitaceae é uma família de plantas pertencente à ordem Alismatales.

## Taxonomia
Alguns autores colocam o género Butomus na família Limnocharitaceae devido à placentação laminar e ao fruto folicular, mas é actualmente colocado na família monoespecífica Butomaceae.
Limnocharitaceae é próxima da família Alismataceae, mas difere desta pelo fruto totalmente deiscente, numerosos óvulos por carpelo e pela placentação laminar. Os membros destas duas famílias apresentam laticíferos, pecíolos, um poro terminal em cada folha, cálice sepalóide e pétalas finas e evanescentes.
Limnocharitaceae foi segregada de Alismataceae por Armen Takhtajan no ano de 1954, mas não foi publicada de maneira válida até uma diagnose em latim foi efectuada por Arthur J. Cronquist no ano de 1981.
Limnocharitaceae foi reconhecida pelo Angiosperm Phylogeny Group no seu  sistema APG II de 2003, mas o sistema APG III de 2009, foi colocada de volta na família Alismataceae. Estudos de filogenética molecular indicaram que esta família não seja monofilética, mas parafilética sobre Alismataceae sensu stricto.
Limnocharitaceae é reconhecida como uma família distinta por Heywood et al. 2007.

## Sinónimos
Segundo o sistema de classificação filogenética Angiosperm Phylogeny Website, Limnocharitaceae está incluída em Alismataceae, sendo sinónima desta última.

## Géneros
Butomopsis - Hydrocleys - Limnocharis